# 俞義東
俞義東（：／ Yoo Ui-dong，1971年8月13日—），大韓民國保守派政治人物，第19到21屆國會議員。